# 파이드라
그리스 신화에서 파이드라(고대 그리스어: Φαίδρα)는 미노스와 파시파에의 딸이자 테세우스의 후처, 아리아드네의 자매, 데모폰과 아카마스의 어머니이다. 파이드라의 이름은 "빛나는"을 뜻하는 그리스 단어 파이드로스(φαιδρός)에서 따온 것이다.
파이드라는 테세우스와 결혼하였지만, 테세우스가 전처(아마존의 여왕 히폴리테, 또는 자매 안티오페) 사이에서 낳은 아들 히폴리토스에게 사랑에 빠졌다. 그러나 히폴리토스는 그녀를 거부하였다. 마음을 거부당한 것에 분노한 파이드라는 복수를 위해 테세우스에게 히폴리토스가 자신을 강간했다는 편지를 썼다. 그녀의 말을 믿은 테세우스는 히폴리토스가 포세이돈에게 세 가지 저주 중 하나를 받도록 저주하였다. 그 결과, 히폴리토스가 탄 말들이 바다 괴물에게 겁을 먹고 그를 죽음으로 몰았다.
다른 이야기에서는, 파이드라가 테세우스에게 히폴리토스가 자신을 강간했다고 말하자, 테세우스가 자신의 아들을 죽였고, 그의 죽음을 의도하지 않았던 파이드라는 죄책감에 자살하였다. 이후 아르테미스가 테세우스에게 진실을 말하였다.
또 다른 이야기에서는, 파이드라가 테세우스에게 거짓을 말한 뒤 자살을 하지 않았고, 디오니소스가 황소를 보내 히폴리토스의 말들을 놀래켰다고 전한다.
에우리피데스는 이 이야기를 아테나이 무대에서 두 번 상연하였고, 이중 하나만이 오늘날까지 전해지고 있다.
다른 원전에 따르면, 히폴리토스는 아르테미스의 순결한 추종자로 확고히 남고자 아프로디테를 경멸했고, 이에 아프로디테는 파이드라가 그를 사랑하게 되는 형벌을 내렸다.
한 이야기에서는, 파이드라의 유모가 히폴리토스에게 파이드라의 사랑을 전했고, 그는 유모가 정보의 출처임을 절대로 말하지 않을 것이라 맹세하였다.

## 참고 문헌
- Smith, William; Dictionary of Greek and Roman Biography and Mythology, London (1873). "Phaedra"
- Virgil, Aeneid VI.445; Ovid, Metamorphoses XV.497